# Aspö naturreservat
Aspö är ett naturreservat som omfattar norra och centrala delen av ön Aspö i östra delen av sjön Båven i Flens kommun  i Södermanlands län.
Detta område är naturskyddat sedan 1966 och är 28 hektar stort. Reservatet består av hällmarker med tall och granskog med inslag av björk, tall, al, enstaka ekar, asp och lönn.